# 香蕉皮

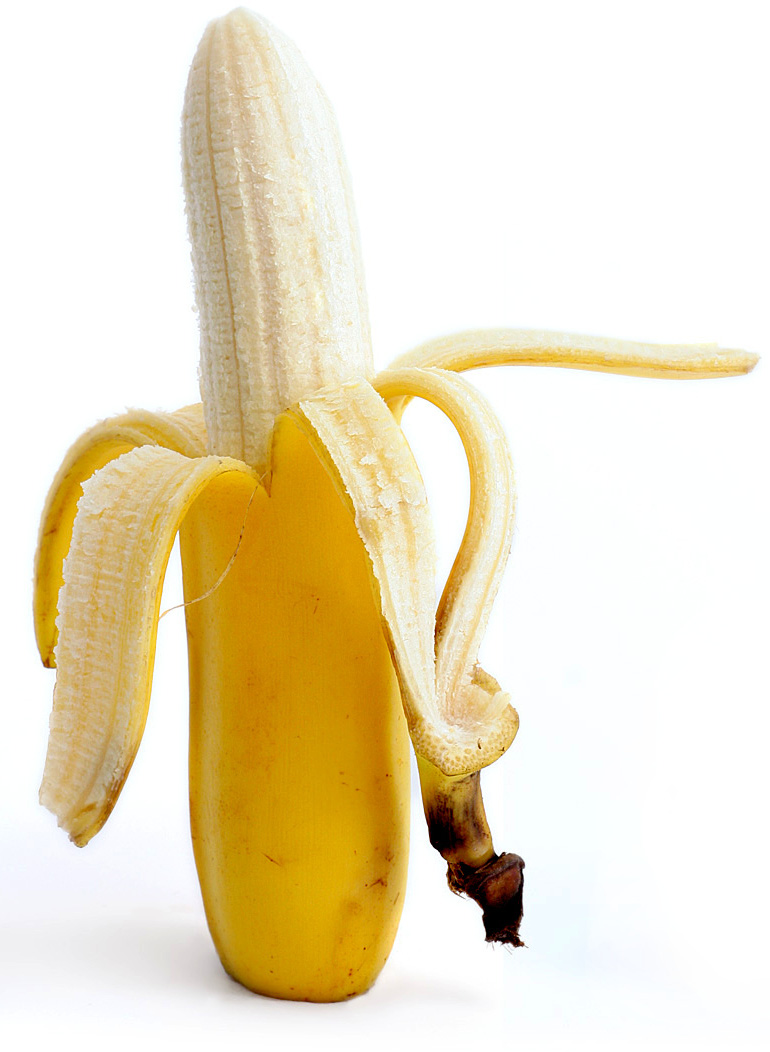
黃色的即為香蕉皮

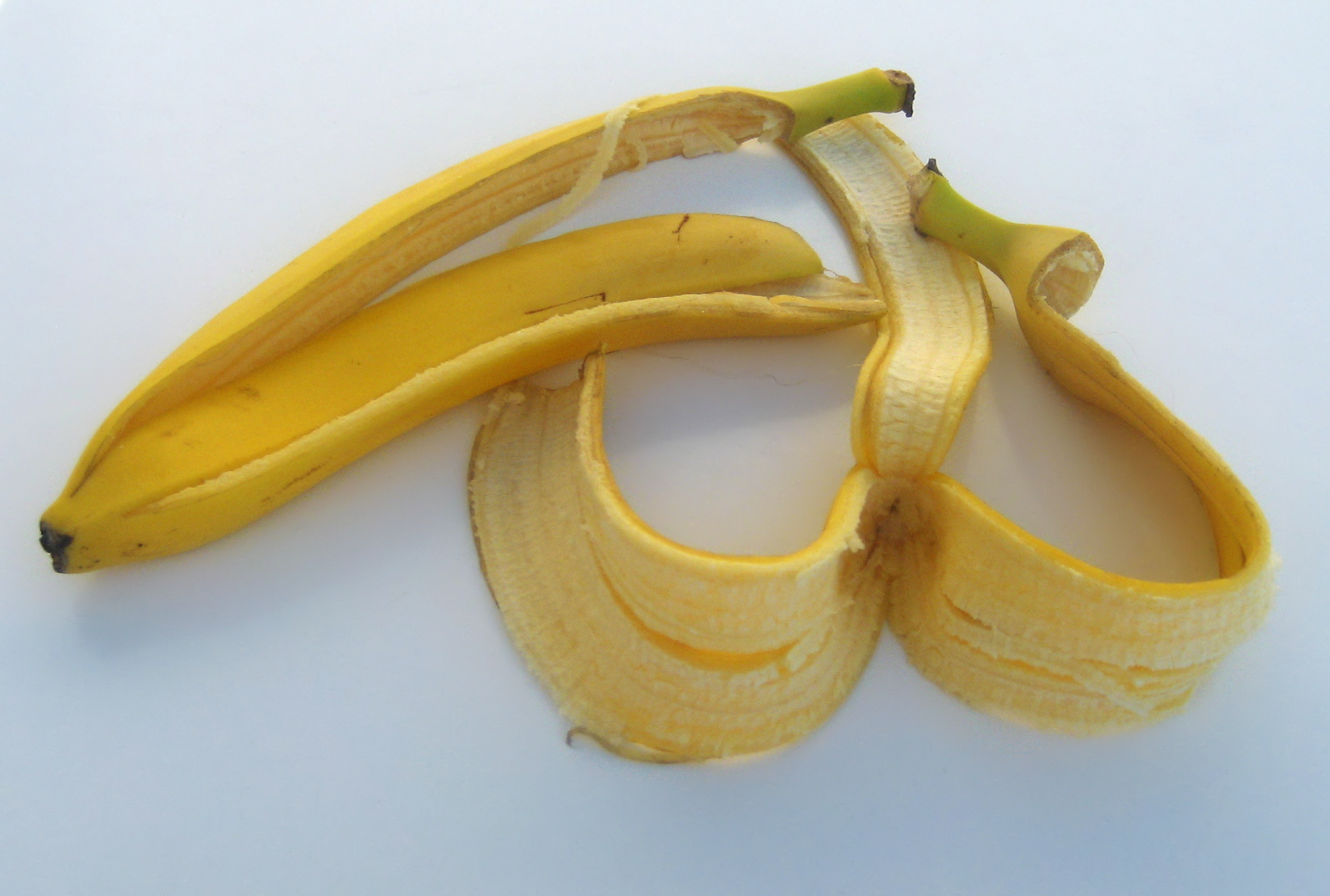
香蕉皮

香蕉皮是指香蕉的果皮。香蕉皮可以當做食物來食用，也可以用來水净化以及制造多种生化产品。

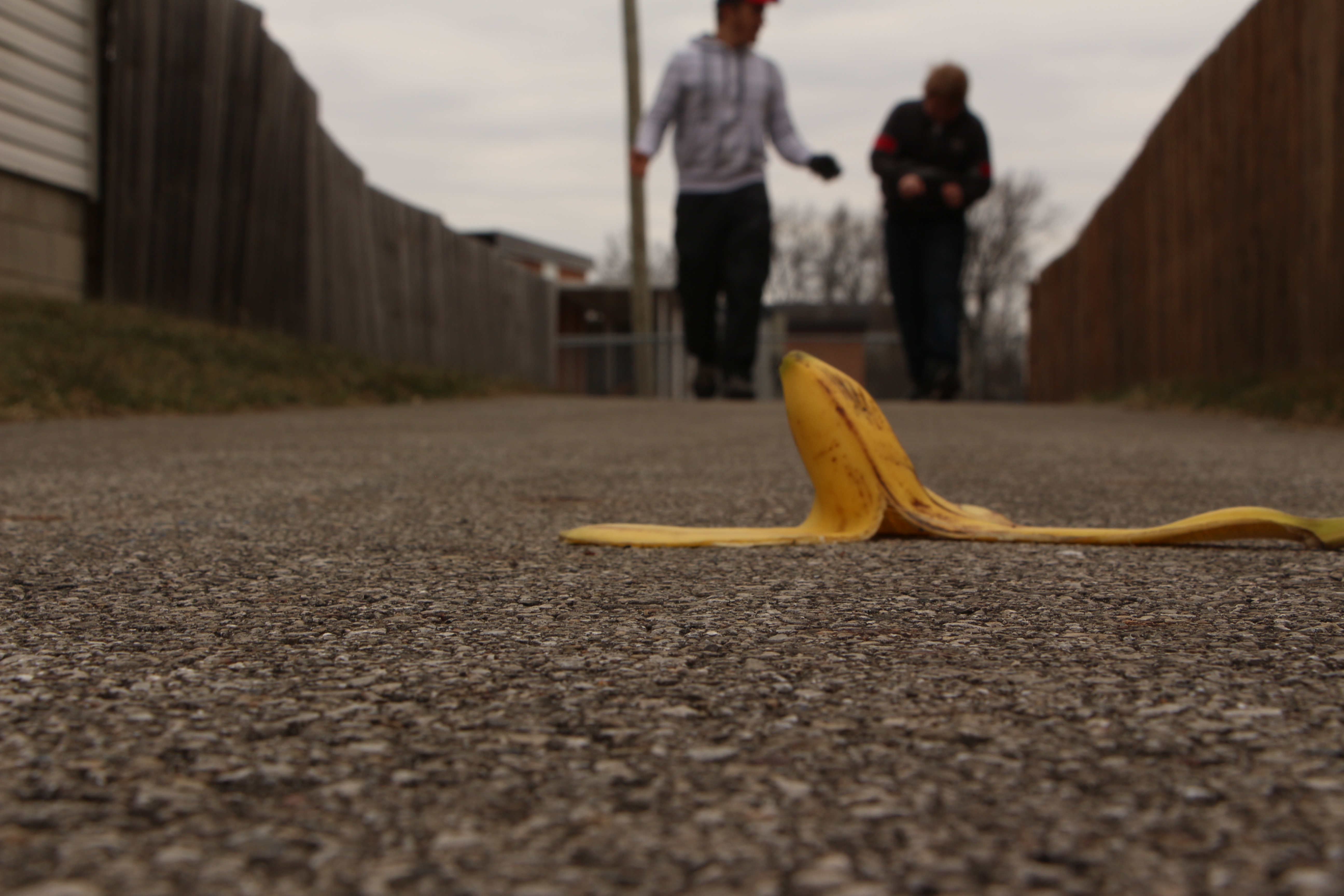
地上的香蕉皮。

## 用途
一般人食用了香蕉後會直接丢弃香蕉皮。 不過香蕉皮經過加工後可以成為牛、山羊、猪、猴子、家禽、兔子、鱼、斑马等動物的飼料。
香蕉皮的营养价值取决于香蕉的成熟度以及品种。
香蕉皮还可用于水净化、 生产乙醇、 纤维素酶、漆酶，香蕉皮也可以用作肥料和堆肥。 

## 烹饪
东南亚、印度和委内瑞拉等地有人會將香蕉皮燒熟後食用。 2020 年，大英烤焗大賽大赛冠军纳迪娅·侯赛因透露，為减少食物浪费，她在制作汉堡包时會用香蕉皮代替猪肉。

## 其他
香蕉皮的摩擦力只有0.07，因此人們踩到香蕉皮後很有可能會滑倒。研究人员認為這是由於香蕉皮的多糖滤泡凝胶被踩碎後，會释放出溶胶，從而造成一定的危險。 研究人員憑藉这一发现获得了2014年度的搞笑諾貝爾獎。